# 6519-es mellékút (Magyarország)
A 6519-es számú mellékút egy kilenc kilométer hosszú, négy számjegyű mellékút Tolna vármegye és Baranya vármegye határvidékén. Az út mindkét végpontjánál ugyanahhoz az úthoz (611-es főút) csatlakozik.

## Nyomvonala
A 611-es főútból ágazik ki, annak 5+300-as kilométerszelvénye táján, Kaposszekcső közigazgatási területén, a település lakott területének legészakabbi peremén. Nyugat felé indul, 2,2 kilométer után éri el Jágónak határát; 3,4 kilométer után délnek fordul, és a 4. kilométere előtt nem sokkal eléri a község belterületét. Ott a Kossuth Lajos utca nevet veszi fel, majd a 4+150-es kilométerszelvénye után egy körforgalomba érkezik, ahol beletorkollik a 6512-es út, majdnem pontosan 10 kilométer megtétele után (az a Somogy vármegyei Nagyberkitől tart idáig).
Innen változatlan néven halad tovább délkelet felé, 5,3 kilométer teljesítése után lép ki a faluból, majd ott keresztezi a Sarádi-csatornát. Ezután ismét délebbnek fordul, majd 6,2 kilométer megtétele után átlépi Tolna és Baranya vármegye határvonalát, onnan már ez utóbbi megye Hegyháti járásában halad, Meződ település területén. A 7+150-es kilométerszelvénye táján éri el ez utóbbi falu szélét, ahol a Ságvári utca nevet viseli. A nyolcadik kilométere után kilép a község belterületéről, majd visszacsatlakozik a 611-es főútba, annak 12+700-as kilométerszelvénye előtt.
Teljes hossza, az országos közutak térképes nyilvántartását szolgáló kira.gov.hu adatbázisa szerint 8,916 kilométer.

## Települések az út mentén
- Kaposszekcső
- Jágónak
- Meződ

## Története
A Cartographia 2004-es kiadású Világatlaszában a Kaposszekcső-Jágónak közti szakasz még nem szerepel. A Google Utcakép 2019 őszén elérhető felvételei ugyanakkor tanúsítják, hogy azok készítésekor, az útvonal más részeihez hasonlóan ez a szakasz is pormentes, gépkocsival bejárható út volt.